# Un déu salvatge
Un déu salvatge (títol original en anglès, Carnage) és una pel·lícula europea de 2011 dirigida per Roman Polanski i basada en l'obra del mateix nom de Yasmina Reza. La seva adaptació al cinema va anar a càrrec del mateix Polanski i de Reza, i els seus protagonistes són Jodie Foster, Kate Winslet, Christoph Waltz i John C. Reilly. S'ha doblat i subtitulat al català.
La cinta es va estrenar l'1 de setembre de 2011 a la Mostra de Venècia, on va entrar en competició.

## Argument[3]
Dues parelles completament diferents es reuneixen a casa d'una de les dues per tal de parlar dels seus fills després que s'hagin barallat a l'escola. Malauradament, la diferència d'opinions provoca una discussió que va in crescendo.

## Repartiment
| Intèrpret       | Personatge          | Veu en català     |
| --------------- | ------------------- | ----------------- |
| Kate Winslet    | Nancy Cowan         | Núria Mediavilla  |
| Jodie Foster    | Penelope Longstreet | Alba Sola         |
| Christoph Waltz | Alan Cowan          | Jordi Boixaderas  |
| John C. Reilly  | Michael Longstreet  | Xavier de Llorens |

## Producció
Encara que la pel·lícula està situada a Brooklyn (Nova York), el seu rodatge va tenir lloc a París a causa dels problemes legals de Roman Polanski amb la justícia estatunidenca. Les escenes d'obertura i clausura, evidentment rodades al Parc del Pont de Brooklyn, es van filmar a part. El fill de Polanski, Elvis, es pot veure durant les escenes del principi i del final de la pel·lícula, interpretant el fill dels Cowan. L'actriu Julie Adams (famosa per La dona i el monstre) dona la veu original a la secretària d'Alan Cowan en el telèfon i havia estat professora d'anglès de Waltz.
El pis, on es roden la majoria de les escenes de la pel·lícula, es va preparar en un estudi de so als afores de París. El dissenyador de producció Dean Tavoularis va donar molta importància en donar al lloc una imatge autènticament americana, fent portar molts productes dels Estats Units i gastant molts dòlars en panys i frontisses que semblessin més americans que europeus.

## Guardons[8]

### Premis
- 2012: César al millor guió adaptat per Yasmina Reza i Roman Polanski

### Nominacions
- 2011: Lleó d'Or al Festival Internacional de Cinema de Venècia per Roman Polanski
- 2011: Satellite al millor actor secundari per Christoph Waltz
- 2011: Satellite a la millor actriu secundària per Kate Winslet
- 2012: Globus d'Or a la millor actriu musical o còmica per Jodie Foster
- 2012: Globus d'Or a la millor actriu musical o còmica per Kate Winslet
- 2012: Goya a la millor pel·lícula europea per Roman Polanski
- 2012: David di Donatello a la millor pel·lícula europea per Roman Polanski
- 2012: Premi del Cinema Europeu a la millor actriu per Kate Winslet
- 2012: Premi del Cinema Europeu al millor guió per Yasmina Reza i Roman Polanski